# Municipio de Limestone (condado de Kankakee)
El municipio de Limestone (en inglés: Limestone Township) es un municipio ubicado en el condado de Kankakee en el estado estadounidense de Illinois. En el año 2010 tenía una población de 5035 habitantes y una densidad poblacional de 46,95 personas por km².

## Geografía
Según la Oficina del Censo de los Estados Unidos, el municipio tiene una superficie total de 107.25 km², de la cual 104,6 km² corresponden a tierra firme y (2,47 %) 2,65 km² es agua.

## Demografía
Según el censo de 2010, había 5035 personas residiendo en el municipio de Limestone. La densidad de población era de 46,95 hab./km². De los 5035 habitantes, el municipio de Limestone estaba compuesto por el 96,78 % blancos, el 0,32 % eran afroamericanos, el 0,14 % eran amerindios, el 0,44 % eran asiáticos, el 1,19 % eran de otras razas y el 1,13 % eran de una mezcla de razas. Del total de la población el 2,74 % eran hispanos o latinos de cualquier raza.